# Английское кладбище (Малага)
Английское кладбище в Малаге (исп. Cementerio Inglés de Málaga), также Англиканское кладбище, кладбище Св. Георгия) — старейшее некатолическое христианское кладбище в континентальной Испании. Расположено в центре города.
Английское кладбище появилось в Малаге при англиканской церкви Св. Георгия в 1831 году благодаря усилиям британского консула Уильяма Марка. До этого протестантов, как и других иноверцев, в Малаге хоронили на морском берегу под покровом ночи. Разрешение на обустройство англиканского кладбища за городской стеной у дороги из Малаги в Велес было дано указом короля Фердинанда VII от 11 апреля 1830 года. Кладбище, представляющее собой ботанический сад, занимает территорию в 8 тыс. м², на нём расположено более тысячи могил. Несмотря на то, что кладбище с момента учреждения находилось в собственности британского правительства, многие годы оно не получало никакой финансовой поддержки. В 2010 году кладбище передано в собственность специального фонда, которым руководит бывший консул Великобритании в Малаге.
На Английском кладбище в Малаге похоронены британский писатель Джеральд Бренан, немецкая актриса Ренате Браузеветтер и испанский поэт Хорхе Гильен.